# Гусёнки (слободка)
Гусёнки — слободка в составе Темпового сельского поселения Талдомского района Московской области. Население — 5 чел. (2010).

Расположена к западу от Талдома недалеко от реки Дубны на её правом берегу, рядом с деревнями Высочки, Утенино, Наговицино.
До Талдома идет сначала просёлочная дорога, которая потом выходит на трассу Р112. С райцентром есть регулярное автобусное сообщение, расстояние до города — десять километров.
Из истории Талдомского района известно:
Вознесенского девичья монастыря, что на Москве в Кремле городе в вотчине:
деревня Гусенкова на реке на Дубне, а в ней крестьянских дворов: во дворе Митка Фомин, у него брат Еронка, да с ними живёт Первушка Молофеев, во дворе Серешка Степанов с племянником с Трофимком Ивановым, пашни паханые 8 четвертей да перелогом и лесом поросло 10 четвертей в поле, а в дву по тому ж, сена 20 копен…
«Кашинская писцовая книга 1628—1629 гг.»
В 1781 году казенная деревня в 11 дворов, 58 жителей, в 1851 году 25 дворов, 142 жителя, в 1862 году 25 дворов, мужских душ 84, женских — 92. В деревне находилась сельская расправа, кузница, 2 масляных завода.
Деревня и её окрестности часто встречаются в произведениях писателя Сергея Клычкова.
До муниципальной реформы 2006 года входила в Юдинский сельский округ.
В Талдомском районе также есть деревня Гусёнки, она входит в состав Гуслевского сельского поселения.

## История
Постановлением Губернатора Московской области от 22 февраля 2019 года № 79-ПГ категория населённого пункта изменена с «деревня» на «слободка».

## Население
Изменение численности населения по данным переписей и ежегодных оценок:
| год  | 1781 | 1851 | 1862 | 2006 | 2010 |
| ---- | ---- | ---- | ---- | ---- | ---- |
| чел. | 58   | ▲142 | ▲176 | ▼7   | ▼5   |